# C99
C99（之前名稱為C9X）是ISO/IEC 9899:1999的非正式名稱，是C語言標準的一個版本。C99延伸了C90的內容，加入了C語言及標準函式庫的新功能，讓一些語言的實現（例如IEEE 754-1985浮點數，以及編譯器技術）可以更妥善的利用電腦的硬體。後來在2011年發行的C11取代了此版本的C語言標準。

## 歷史
在ANSI的标准确立後，C语言的规范在一段时间内没有大的变动，然而C++在自己的标准化建立过程中继续发展壮大。《标准修正案一》在1994年为C语言建立了一个新标准，但是只修正了一些C89标准中的细节和增加更多更广的国际字符集支持。不过，这个标准引出了1999年ISO 9899:1999的发表。它通常被称为C99。C99被ANSI于2000年3月采用。

## 設計
在C99中包括的特性有：
- 增加了对编译器的限制，比如源始碼每行要求至少支持到 4095 字节，变量名函数名的要求支持到 63 字节（extern 要求支持到 31）。
- 增强了预处理功能。例如：
  - 巨集支持取可变参数 #define Macro(...) __VA_ARGS__
  - 使用巨集的时候，允许省略参数，被省略的参数会被扩展成空串。
  - 支持//开头的单行注释（这个特性实际上在C89的很多编译器上已经被支持了）
- 增加了新关键字restrict, inline, _Complex, _Imaginary, _Bool
  - 支持long long, long double _Complex, float _Complex 等类型
- 支持不定长的数组，即数组长度可以在运行时决定，比如利用变量作为数组长度。声明时使用 int a[var] 的形式。不过考虑到效率和实现，不定长数组不能用在全局，或 struct 与 union 。
- 变量声明不必放在语句块的开头，for语句提倡写成for(int i=0;i<100;++i) 的形式，即i只在for语句块内部有效。
- 允许采用type-name{xx,xx,xx}这样类似C++的构造函数的形式构造匿名的结构体，即复合文字特性。
- 初始化结构体的时候允许对特定的元素赋值，形式为：
struct test{int a[3]，b;} foo[] = { [0].a = {1}, [1].a = 2 };

struct test{int a, b, c, d;} foo = { .a = 1, .c = 3, 4, .b = 5 }; // 3,4 是对 .c,.d 赋值的
- 格式化字符串中，利用 \u 支持 unicode 的字符。
- 支持 16 进制的浮点数的描述。
- printf, scanf 的格式化串增加了对 long long int 类型的支持。
- 浮点数的内部数据描述支持了新标准，可以使用 #pragma 编译器指令指定。
- 除了已有的 __LINE__和__FILE__ 以外，增加了__func__得到当前的函数名。
- 允许编译器化简非常数的表达式。
- 修改了/和%处理负数时的定义，这样可以给出明确的结果，例如在C89中-22 / 7 = -3, -22 % 7 = -1，也可以-22 / 7= -4, -22 % 7 = 6。 而C99中明确为 -22 / 7 = -3, -22 % 7 = -1，只有一种结果。
- 取消了函数返回类型默认为 int 的规定。
- 允许在 struct 的最后定义的数组不指定其长度，写做 [](flexible array member)。
- const const int i 将被当作 const int i 处理。
- 增加和修改了一些标准头文件，比如定义 bool 的 <stdbool.h> ，定义一些标准长度的int的<inttypes.h>，定义复数的<complex.h>，定义宽字符的<wctype.h>，类似于泛型的数学函数<tgmath.h>，浮点数相关的<fenv.h>。在<stdarg.h>增加了va_copy用于复制...的参数。<time.h>里增加了struct tmx，对struct tm做了扩展。
- 输入输出对宽字符以及长整数等做了相应的支持。[3]

## 版本检测
标准宏__STDC_VERSION__被定义为值199901L来指示能够获得C99支持。就像__STDC__宏用于C90，__STDC_VERSION__可被用来书写对于C90和C99编译器进行不同编译的代码，下面的例子确保了inline在二者情况下都可获得（通过在C90中将其替代为static来避免连接器错误）：
```
#if __STDC_VERSION__ >= 199901L

  
/* "inline" is a keyword */

#else

# define inline static

#endif

```

## 实现
用于x86架构的GCC,Clang和其它一些商业编译器(如IAR Systems,ICC)现支持C99的全部特性，而微软和Borland支持C99的部分特性。

## 延伸閱讀
- Cheng, Harry. . Dr. Dobb's Journal. 1 March 2002.
- Seebach, Peter. . developerWorks. IBM. 24 March 2004  [2020-07-03]. （原始内容存档于2009-01-29）.
- (PDF).   [2020-07-03]. （原始内容存档 (PDF)于2018-01-27）. (3.61 MB)
- Rationale for International Standard—Programming Languages—C Revision 5.10（页面存档备份，存于）, April-2003, Rationale for C99

## 外部連結
- New things in C9X（页面存档备份，存于）
- Features of C99（页面存档备份，存于）

| 前任者： C89 / C90 / "ANSI C" | C語言標準 | 繼任者： C11 |